# László Kovács (homme politique)
Pour les articles homonymes, voir László Kovács et Kovacs.
László Kovács (prononcé [ˈlaːsloː], ['kovaːʧ], le « sz » se prononce comme un « ss » français et « cs » comme « tch ») est un homme politique et diplomate hongrois né le 3 juillet 1939 à Budapest.  Il est commissaire européen chargé de la fiscalité et de l'union douanière de 2004 à 2010, après avoir été député et ministre des affaires étrangères dans son pays.
Le 29 octobre 2004, il fait partie des signataires de la Constitution pour l'Europe.

## Biographie
Il étudie la chimie à l'Institut technique Petrik Lajos de l'industrie chimique de 1953 à 1957 puis complète sa formation par des études d'économie à l'Institut de sciences économiques de Budapest de 1963 à 1968.

### Nomination à la Commission européenne
Sa nomination prévue au poste de commissaire européen à l'énergie est critiquée par les députés européens qui lui reprochent son manque de compétences en la matière. Le président de la commission José Manuel Durão Barroso lui confie finalement le poste de la fiscalité et de l'union douanière.

## Fonctions et mandats
László Kovács est membre du Parti socialiste hongrois (MSzP) d'orientation social-démocrate.

### Fonctions électives
- 1990-2004 : Député
  - 1990-1994 : Membre de la commission parlementaire chargée des Affaires étrangères et président de celle-ci de 1993 à 1994
  - 1998-2000 : Chef du groupe parlementaire du Parti socialiste hongrois
- 1998-2004 : Président du Parti socialiste hongrois

### Fonctions nominatives
- 1986-1989 : Vice-ministre des Affaires étrangères.
- 1989-1990 : Secrétaire d'État aux Affaires étrangères. Le 15 septembre 1989, il fait état de « différences fondamentales » dans le domaine économique et social entre son pays et les autres pays de l'Europe de l'Est.
- 1994-1998 : Ministre des Affaires étrangères
- 2002-2004 : Ministre des Affaires étrangères

## Voir également